# Laurent Fargues
Laurent Fargues (Cagnes-sur-Mer, 19 de junho de 1975) é um matemático francês.
Fargues obteve um doutorado em 2001 na Universidade Paris VII (Institut de Mathématiques de Jussieu), orientado por Michael Harris, com a tese Correspondances de Langlands locale dans la cohomologie des espaces de Rapoport-Zink, com habilitação em 2009 na Universidade Paris-Sul em Orsay. De 2002 a 2011 foi pesquisador do Centre national de la recherche scientifique (CNRS) em Orsay, de 2011 a 2013 diretor de pesquisas em Estrasburgo (IRMA) e a partir de 2013 em Paris no Institute de Mathématiques de Jussieu.
Fargues trabalha com o Programa Langlands.
Foi palestrante convidado do Congresso Internacional de Matemáticos no Rio de Janeiro (2018: La Courbe).

## Obras
- Cohomologie des espaces de modules de groupes p-divisibles et correspondances de Langlands locales, Asterisque, Volume 291, 2004, p. 1–200
- Application de Hodge-Tate duale d’un groupe de Lubin-Tate, immeuble de Bruhat-Tits du groupe linéaire et filtrations de ramifications, Duke Math J. Volume 140, 2007, Nr. 3, Arxiv
- com Alain Genestier, Vincent Lafforgue: L’isomorphisme entres les tours de Lubin-Tate et de Drinfeld, Birkhäuser, Progress in Mathematics, Volume 262, 2008
- Filtration de monodromie et cycles evanescents formels, Inventiones Mathematicae, Volume 177, 2009, p. 281–305, Arxiv
- com Jean-Marc Fontaine: Vector bundles and p-adic Galois representations, AMS/IP Studies in Advanced Mathematics, Volume 51, 2011
- com J-M. Fontaine: Vector bundles on curves and p-adic Hodge theory, in: Automorphic Forms and Galois Representation, London Mathematical Society Lecture Note Series, Volume 415, Cambridge University Press, 2014
- From local class field to the curve and vice versa, Proc.  AMS  2015 Summer Research Institute on Algebraic Geometry, Salt Lake City
- com Fontaine: Courbes et fibrés vectoriels en théorie de Hodge p-adique, Astérisque, Preprint 2017
- Geometrization of the local Langlands correspondence: an overview, Arxiv 2016